# Indestructible
Indestructible o Invencible (títol original en anglès, On Wings of Eagles) és una pel·lícula dramàtica esportiva històrica dirigida per Stephen Shin i Michael Parker i protagonitzada per Joseph Fiennes i Shawn Dou. Es tracta d'una producció entre la República Popular de la Xina, Hong Kong i els Estats Units, i és una seqüela no oficial de Carros de foc (1981). S'ha doblat al català central per a TV3 amb el títol d'Indestructible, i al valencià per a À Punt amb el nom d'Invencible.

## Repartiment
- Joseph Fiennes com a Eric Liddell
- Shawn Dou com a Xu Niu
- Elizabeth Arends com a Florence Liddell
- Richard Sanderson com el Dr. Hubbard
- Jesse Kove com a Hugh Johnson
- Augusta Xu-Holland com a Catherine Standish